# ナビル・ベンタレブ
ナビル・ベンタレブ（アラビア語: نبيل بن طالب, ラテン文字転写: Nabil Bentaleb, 1994年11月24日 - ）は、フランス・リール出身のプロサッカー選手。アルジェリア代表。LOSCリール所属。ポジションはミッドフィールダー。

## 経歴

### クラブ

#### トッテナム
トッテナムの下部組織出身。クラブ期待の若手として2013年12月22日のプレミアリーグ・サウサンプトン戦でトップチームデビュー、才能を感じさせるプレーを見せた。交代出場で3試合に出場したあと、1月11日のクリスタル・パレス戦では初先発で起用されマン・オブ・ザ・マッチに選出される活躍を見せ、そこからリーグ6試合連続のフル出場を果たしている。

#### シャルケ
2016年8月、ドイツのシャルケへ2016-17シーズン終了まで期限付き移籍。2017年2月、2017年7月1日付で2021年6月末までの4年契約で完全移籍することが決定した。
2019年3月、シャルケは「ベンタレブをトップチームから追放した(U-23チームに追放)」と公式発表した。その理由は､負傷してプレー不可能だったベンタレブがホーム開催のライプツィヒ戦に無許可でスタジアムに訪れなかったことの懲戒処分である。4月18日、フーブ・ステフェンス監督は練習でのパフォーマンスも評価した上で、再昇格させることを決断している。しかし、5月に新たに規律違反を犯したことで、シーズン2度目のリザーブ送りが決定した。

#### ニューカッスル・ユナイテッド
2020年1月21日、ニューカッスルへ買取オプション付きのシーズン終了までのレンタル移籍が発表された。

#### アンジェ
2022年1月6日、フランスのアンジェと2025年までの契約を結んだ。

#### リール
2023年8月28日、リールに3年契約で移籍した。

### 代表
U-19フランス代表としてプレーした経験があり、フランス代表を選択することもできたが、2014年1月、アルジェリアサッカー連盟は、ベンタレブが両親の母国であるアルジェリア代表を選択したことを発表した。
2014年3月5日のスロベニアとの親善試合でアルジェリア代表デビュー。同年6月4日の親善試合ルーマニア戦で代表初得点を挙げた。

## 個人成績

### クラブ
| 国内大会個人成績 | 国内大会個人成績 | 国内大会個人成績 | 国内大会個人成績 | 国内大会個人成績 | 国内大会個人成績 | 国内大会個人成績 | 国内大会個人成績 | 国内大会個人成績 | 国内大会個人成績 | 国内大会個人成績 | 国内大会個人成績 |
| 年度             | クラブ           | 背番号           | リーグ           | リーグ戦         | リーグ戦         | リーグ杯         | リーグ杯         | オープン杯       | オープン杯       | 期間通算         | 期間通算         |
| 年度             | クラブ           | 背番号           | リーグ           | 出場             | 得点             | 出場             | 得点             | 出場             | 得点             | 出場             | 得点             |
| イングランド     | イングランド     | イングランド     | イングランド     | リーグ戦         | リーグ戦         | FLカップ         | FLカップ         | FAカップ         | FAカップ         | 期間通算         | 期間通算         |
| ---------------- | ---------------- | ---------------- | ---------------- | ---------------- | ---------------- | ---------------- | ---------------- | ---------------- | ---------------- | ---------------- | ---------------- |
| 2013-14          | トッテナム       | 42               | プレミアリーグ   | 15               | 0                | 0                | 0                | 1                | 0                | 16               | 0                |
| 2014-15          | トッテナム       | 42               | プレミアリーグ   | 26               | 0                | 3                | 1                | 0                | 0                | 29               | 1                |
| 2015-16          | トッテナム       | 6                | プレミアリーグ   | 5                | 0                | 0                | 0                | 4                | 0                | 9                | 0                |
| ドイツ           | ドイツ           | ドイツ           | ドイツ           | リーグ戦         | リーグ戦         | リーグ杯         | リーグ杯         | DFBポカール      | DFBポカール      | 期間通算         | 期間通算         |
| 2016-17          | シャルケ         | 10               | ブンデスリーガ   | 32               | 5                | -                | -                | 3                | 0                | 35               | 5                |
| 2017-18          | シャルケ         | 10               | ブンデスリーガ   | 16               | 4                | -                | -                | 3                | 0                | 19               | 4                |
| 2018-19          | シャルケ         | 10               | ブンデスリーガ   | 25               | 3                | -                | -                | 3                | 2                | 28               | 5                |
| イングランド     | イングランド     | イングランド     | イングランド     | リーグ戦         | リーグ戦         | FLカップ         | FLカップ         | FAカップ         | FAカップ         | 期間通算         | 期間通算         |
| 2019-20          | ニューカッスル   | 42               | プレミアリーグ   | 12               | 0                | -                | -                | 3                | 0                | 15               | 0                |
| ドイツ           | ドイツ           | ドイツ           | ドイツ           | リーグ戦         | リーグ戦         | リーグ杯         | リーグ杯         | DFBポカール      | DFBポカール      | 期間通算         | 期間通算         |
| 2020-21          | シャルケ         | 10               | ブンデスリーガ   | 9                | 0                | -                | -                | 1                | 0                | 10               | 0                |
| フランス         | フランス         | フランス         | フランス         | リーグ戦         | リーグ戦         | F・リーグ杯      | F・リーグ杯      | フランス杯       | フランス杯       | 期間通算         | 期間通算         |
| 2021-22          | アンジェ         | 23               | リーグ・アン     | 18               | 1                | -                | -                | 0                | 0                | 18               | 1                |
| 2022-23          | アンジェ         | 6                | リーグ・アン     | 30               | 4                | -                | -                | 3                | 0                | 33               | 4                |
| 2023-24          | リール           | 6                | リーグ・アン     | 26               | 0                | -                | -                | 1                | 0                | 27               | 0                |
| 2024-25          | リール           | 6                | リーグ・アン     | 10               | 1                | -                | -                | 0                | 0                | 10               | 1                |
| 通算             | イングランド     | イングランド     | プレミアリーグ   | 58               | 0                | 3                | 1                | 8                | 0                | 69               | 1                |
| 通算             | ドイツ           | ドイツ           | ブンデスリーガ   | 82               | 12               | -                | -                | 10               | 2                | 92               | 14               |
| 通算             | フランス         | フランス         | リーグ・アン     | 84               | 6                | -                | -                | 4                | 0                | 88               | 6                |
| 総通算           | 総通算           | 総通算           | 総通算           | 224              | 18               | 3                | 1                | 22               | 2                | 249              | 21               |

### 代表
| アルジェリア代表 | 国際Aマッチ | 国際Aマッチ |
| 年               | 出場        | 得点        |
| ---------------- | ----------- | ----------- |
| 2014             | 9           | 1           |
| 2015             | 10          | 2           |
| 2016             | 2           | 1           |
| 2017             | 8           | 1           |
| 2018             | 6           | 0           |
| 2019             | 0           | 0           |
| 2020             | 0           | 0           |
| 2021             | 0           | 0           |
| 2022             | 4           | 0           |
| 2023             | 5           | 0           |
| 2024             | 8           | 0           |
| 通算             | 52          | 5           |